# Thần Tư vương
Thần Tư Vương (?-392, trị vì 385-392) là quốc vương thứ 16 của Bách Tế, một trong Tam Quốc Triều Tiên.
Ông là đệ của vị quốc vương tiền vị, Chẩm Lưu Vương. Theo Tam quốc sử ký (Samguk Sagi), ông lên ngôi bởi vì người nối dõi, về sau là A Sân Vương, còn quá trẻ. Tuy nhiên theo sách sử Nhật Bản thư kỷ (Nihon Shoki) ông đã cướp ngôi bằng vũ lực.
Ông đã ra lệnh tiến hành một số cuộc tấn công chống lại Cao Câu Ly, và mở mang lãnh thổ Bách Tế về phía bắc. Năm 386, ông lệnh cho tất cả đàn ông sinh sống tại Thanh Mộc Lĩnh (Cheongmongnyeong, nay là Kaesong), trên 15 tuổi, di chuyển về phía bắc và tây để phòng thủ khu vực biên giới. Ông cũng cử quý tộc Chân Gia Mô (Jin Gamo) tấn công thành Đô Khôn (Dogon) của Cao Câu Ly, và đã chinh phục được sau đó. Tuy nhiên, năm 392 Quảng Khai Thổ Thái Vương của Cao Câu Ly đã phản công lại và chiếm được hầu hết lãnh thổ Bách Tế ở phía bắc sông Hán. Tháng 10 cùng năm, quân Cao Câu Ly đánh thành Quan Di (Gwanmi) và uy hiếp kinh đô Uý Lễ Thành của Bách Tế.
Theo Tam quốc sử ký, Thần Tư Vương chết khi đang đi săn tại một cung điện ngoại vi ở Guwon. Còn theo Nhật Bản thư kỷ, ông bị những người ủng hộ A Sân Vương giết chết.